# Francis Annesley, I visconte Valentia
Francis Annesley, I visconte Valentia (Dublino, 1º febbraio 1585 – Thorganby, 22 novembre 1660), è stato un politico irlandese.

## Biografia
Annesley, discendente da antica famiglia del Nottinghamshire era il figlio di Robert Annesley, alto conestabile di Newport, e di sua moglie, Beatrix Cornwall.

## Carriera politica
Nel 1606 lasciò l'Inghilterra per risiedere a Dublino, dove approfittò delle distribuzioni di terre ai coloni inglesi nella prima parte del XVII secolo. Con Sir Arthur Chichester, divenne deputato nel 1604.
Nell'ottobre 1609 fu incaricato del convogliamento di Sir Neil O'Donnell e altri ribelli dell'Ulster. Nel 1614, restituì la contea di Armagh al Parlamento irlandese, e sostenne i protestanti nel loro conflitto contro i cattolici. Nel 1616 fu nominato membro del Consiglio privato irlandese; nel 1618 egli fu segretario di stato per l'Irlanda, anche se egli non fu formalmente nominato; il 5 agosto 1620 ricevuto dal re una baronia irlandese e il 11 marzo 1620 aveva ricevuto una sovvenzione di reversibilità per la viscontea di Valentia, che recentemente era stata conferita a Henry Power un parente di Annesley, che non aveva eredi.
Nel 1625 fu eletto per rappresentare la contea di Carmarthen, nel Parlamento inglese. Nel frattempo nel 1622 Lord Falkland divenne lord deputato d'Irlanda. Dissensi tra Annesley e il nuovo governatore, e nel marzo 1625 il lord deputato scrisse a Conway, il Segretario di stato inglese, che una minoranza dei consiglieri, lo contrastavano in ogni direzione. Ma gli amici di Annesley alla corte inglese progettarono la sua promozione due mesi più tardi per il posto di vice-tesoriere e ricevitore generale d'Irlanda, che gli diede il pieno controllo delle finanze irlandese, e nel 1628 Carlo I lo elevò al parìa irlandese come barone di Mountnorris.
Nell'ottobre dello stesso anno gli venne concessa l'occasione per rendere impossibile il proseguimento di Falkland in Irlanda. È stato nominato un comitato del Consiglio privato irlandese per indagare sulle accuse di ingiustizia contro Falkland da parte del Clan Byrne, che aveva tenuto la terra nella contea di Wicklow per secoli. Il comitato, basandosi sulla testimonianza di testimoni corrotti, condannò il trattamento di Falkland al Clan Byrnes e Falkland venne necessariamente richiamato il 10 agosto 1629.

## Matrimoni

### Primo matrimonio
Nel 1608 sposò Dorothy Philipps (?-3 maggio 1624), figlia di John Philipps. Ebbero dieci figli:
- Jane Annesley (1609-5 settembre 1630)
- Letitia Annesley (1611);
- Arthur Annesley, I conte di Anglesey (10 luglio 1614-6 aprile 1686);
- Robert Annesley (2 agosto 1615);
- John Annesley (11 settembre 1616-1695), sposò Charity Warren, ebbero otto figli;
- James Annesley (1619-1621);
- Beatrice Annesley (27 marzo 1619-26 marzo 1668), sposò John Lloyd, ebbero due figli;
- Anne Annesley (1620);
- Christiana Annesley (15 dicembre 1622);
- Dorothy Annesley (1623).

### Secondo matrimonio
Nel 1629 sposò Jane Stanhope (?-12 marzo 1684), figlia di John Stanhope. Ebbero nove figli:
- Francis Annesley (23 gennaio 1628/29), sposò Deborah Jones, ebbero un figlio;
- Peter Annesley (3 ottobre 1631);
- George Annesley (28 ottobre 1632);
- Catherine Annesley (5 gennaio 1634-3 aprile 1701)[1], sposò Randal Beresford, ebbero due figli;
- William Annesley (25 aprile 1636);
- Peter Annesley (11 febbraio 1638);
- Dorothy Annesley (28 aprile 1641);
- Samuel Annesley (1º ottobre 1645);
- Thomas Annesley (1647).

## Morte
Nel maggio 1634 Sir Thomas Wentworth ottenne un ordine dal Consiglio privato vietando la sua pratica di prendere percentuali sulle entrate a cui egli non era legalmente legittimato; a questo ordine, Mountnorris rifiutò di obbedire e venne accusato di malversazione.
Wentworth venne ingaggiato per schiacciare Mountnorris, e il 31 luglio seguente ottenne il consenso di Carlo I per indagare formalmente sulle sue presunte malversazione e portarlo di fronte a una corte marziale. Alla fine di novembre, un comitato del Consiglio privato irlandese ha intrapreso il primo dovere, e il 12 dicembre Mountnorris fu portato davanti al consiglio di guerra presso il castello di Dublino e accusato, come un ufficiale dell'esercito, di aver detto parole irriverenti al suo comandante e probabilmente per allevare un ammutinamento, un reato legalmente punibile con la morte. Brevemente la corte deliberò, in presenza di Wentworth, la sentenza di morte.
Alla fine a Mountnorris, dopo tre giorni di prigione, gli venne promessa la libertà se egli avrebbe ammesso la sua colpa, ma egli si rifiutò. La Commissione del consiglio privato lo privò di tutti i suoi incarichi. Più tardi in quell'anno sua moglie chiese al re il permesso a suo marito di tornare in Inghilterra, e la richiesta era stata concessa.
Passò il resto della sua vita a riconquistare i vecchi incarichi. Nel 1642 successe alla viscontea di Valentia alla morte di Sir Henry Power. Nel 1643 prese il suo posto nella camera dei comuni. Nel 1648 il parlamento gli permise di ricoprire di nuovo la carica di Lord Cancelliere del sigillo d'Irlanda. Lord Mountnorris morì il 22 novembre 1660.